# Molophilus banksianus
Molophilus banksianus là một loài ruồi trong họ Limoniidae. Chúng phân bố ở miền Australasia.